# Eirenis rothii
Eirenis rothii là một loài rắn trong họ Rắn nước. Loài này được Jan mô tả khoa học đầu tiên năm 1863.

## Hình ảnh
- Tập tin:Tập